# فرناندو بوب
فرناندو بوب (بالبرتغالية: Fernando Bob‏) (7 يناير 1988 بكابو فريو في البرازيل - ) هو لاعب كرة قدم برازيلي في مركز الوسط. لعب مع أتلتيكو غويانيينسي وباوليستا ونادي أفاي لكرة القدم ونادي إنترناسيونال ونادي بونتي بريتا ونادي فلومينينسي ونادي فيتوريا وبوافيستا سبورت ‏.

## وصلات خارجية
- فرناندو بوب على موقع الدوري الأمريكي (الإنجليزية)
- فرناندو بوب على موقع قاعدة بيانات كرة القدم.إي يو (الإنجليزية)
- فرناندو بوب على موقع Soccerway.com (الإنجليزية)
- فرناندو بوب على موقع عالم كرة القدم.نت (الإنجليزية)